# Cigne
|  | Aquest article tracta sobre el gènere d'ocells. Si cerqueu la constel·lació, vegeu «Constel·lació del Cigne». |

Els cignes són ocells de grans dimensions que pertanyin a la família dels anàtids (Anatidae) i la subfamília dels anserins (Anserinae). S'ha considerat que formaria la tribu amb el gènere Coscoroba, però estudis genètics recents els situen a la tribu Anserini, juntament amb les oques.
De distribució fonamentalment holàrtica, també hi ha dues espècies a l'hemisferi sud, una sud-americana i l'altra australiana. Algunes espècies es poden trobar de forma puntual als Països Catalans, sobretot a l'hivern.
Els cignes tenen gran importància en la religió de l'hinduisme i la mitologia grega (Leda i el cigne), en la simbologia heràldica i el folklore popular especialment en els països nòrdics, on són habituals.
Els cignes normalment s'aparellen per tota la vida encara que de vegades se separen especialment si falla la niuada. Ponen entre 3 i 8 ous.

## Colors
El plomatge és de color completament blanc a l'hemisferi nord però a l'hemisferi sud n'hi ha de parcialment o completament negres com el cigne negre d'Austràlia (Cygnus atratus).
Les potes dels cignes acostumen a ser de color gris fosc excepte per a les dues espècies de Sud-amèrica que són rosades.

## Llista de cignes
S'han descrit sis espècies vives dins aquest gènere.
- Cigne cantaire (Cygnus cygnus).
- Cigne de coll negre (Cygnus melancoryphus).
- Cigne mut (Cygnus olor).
- Cigne negre (Cygnus atratus).
- Cigne petit (Cygnus columbianus).
- Cigne trompeter (Cygnus buccinator).

El cigne de Nova Zelanda (Cygnus sumnerensis o Cygnus atratus sumnerensis) és una espècie extinta pròpia d'aquelles illes.

## El cigne a la cultura
S'associa el cigne a la bellesa i com a tal ha estat present en moltes cultures (i contes, com l'Aneguet Lleig i els sesu derivats). A la mitologia grega protagonitza la història de Zeus i Leda, en les tradicions irlandeses els nens de Lir es tornen cignes durant 900 anys per escapar dels seus enemics i a les sagues escandinaves apareixen com a símbol de màgia i bellesa estranya.
L'hinduisme venera el cigne com a vehicle de la deessa Sarasvatí. Simbolitza la capacitat de viatjar entre estats de la consciència o diferents mons.
Es creia que el cigne abans de morir cantava d'una manera especialment bonica i ha esdevingut una expressió lexicalitzada per indicar una fi propera (usualment s'associa a una revifada abans la mort)

## Galeria fotogràfica

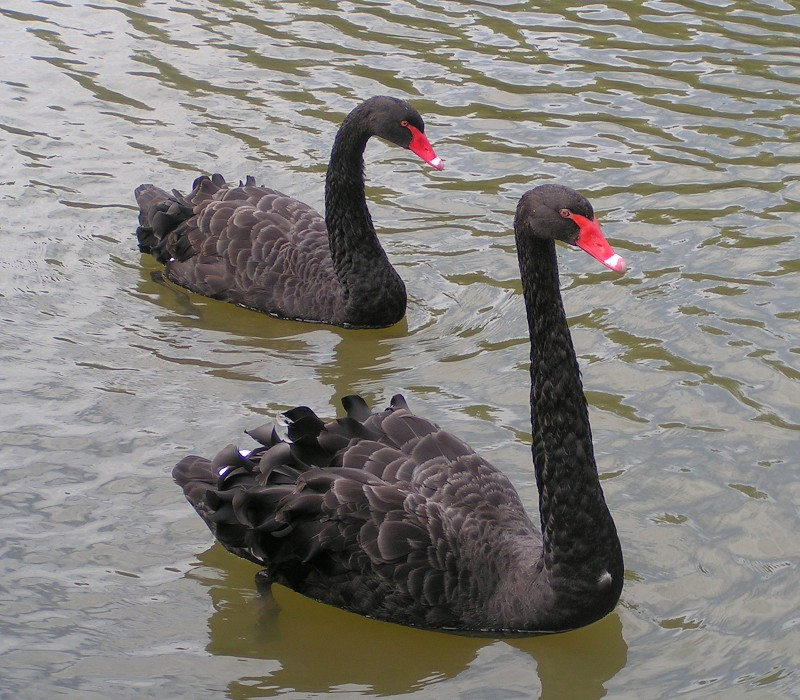
Cigne negre (Cygnus atratus)
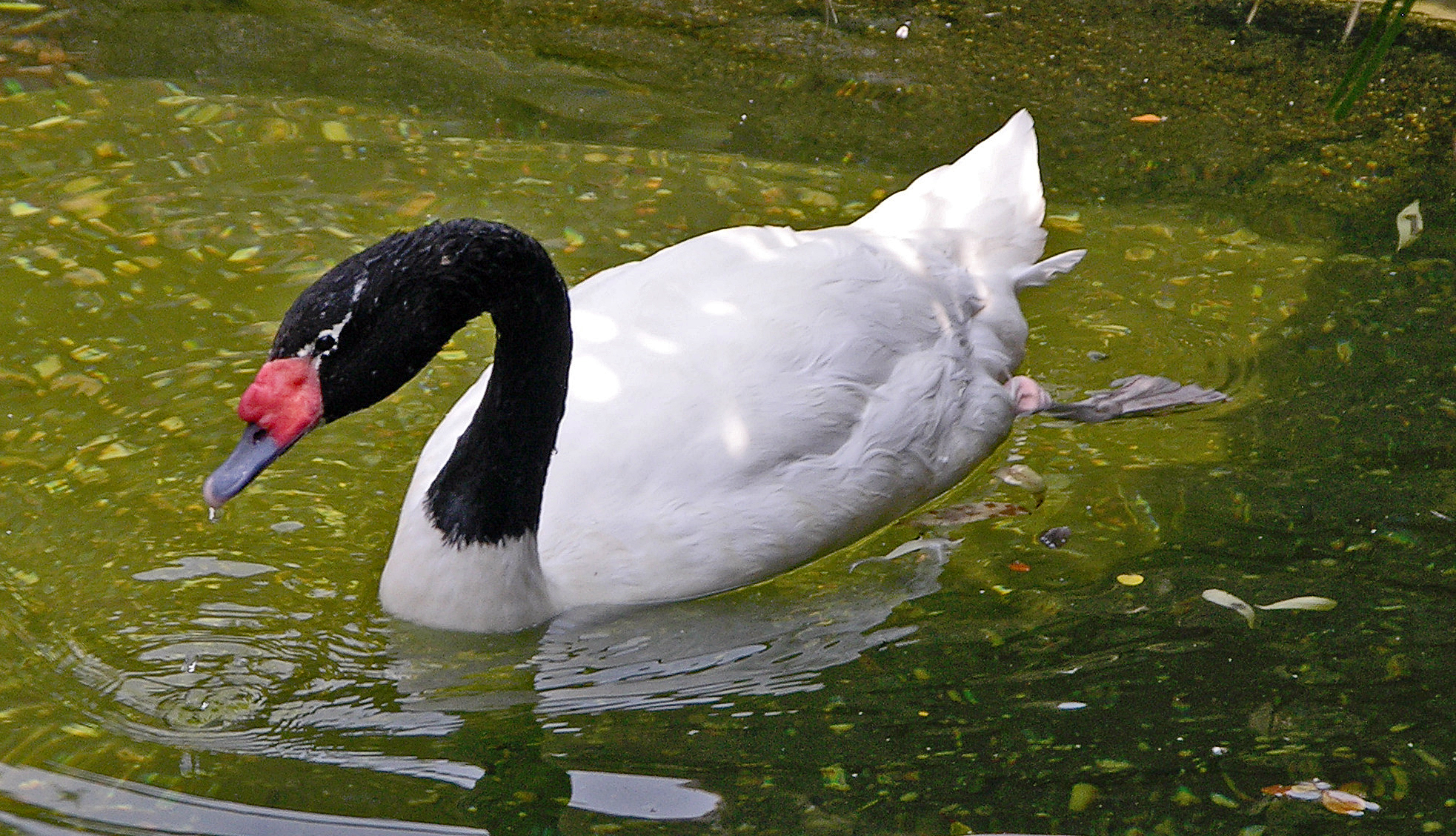
Cigne de coll negre (Cygnus melanocoryphus)
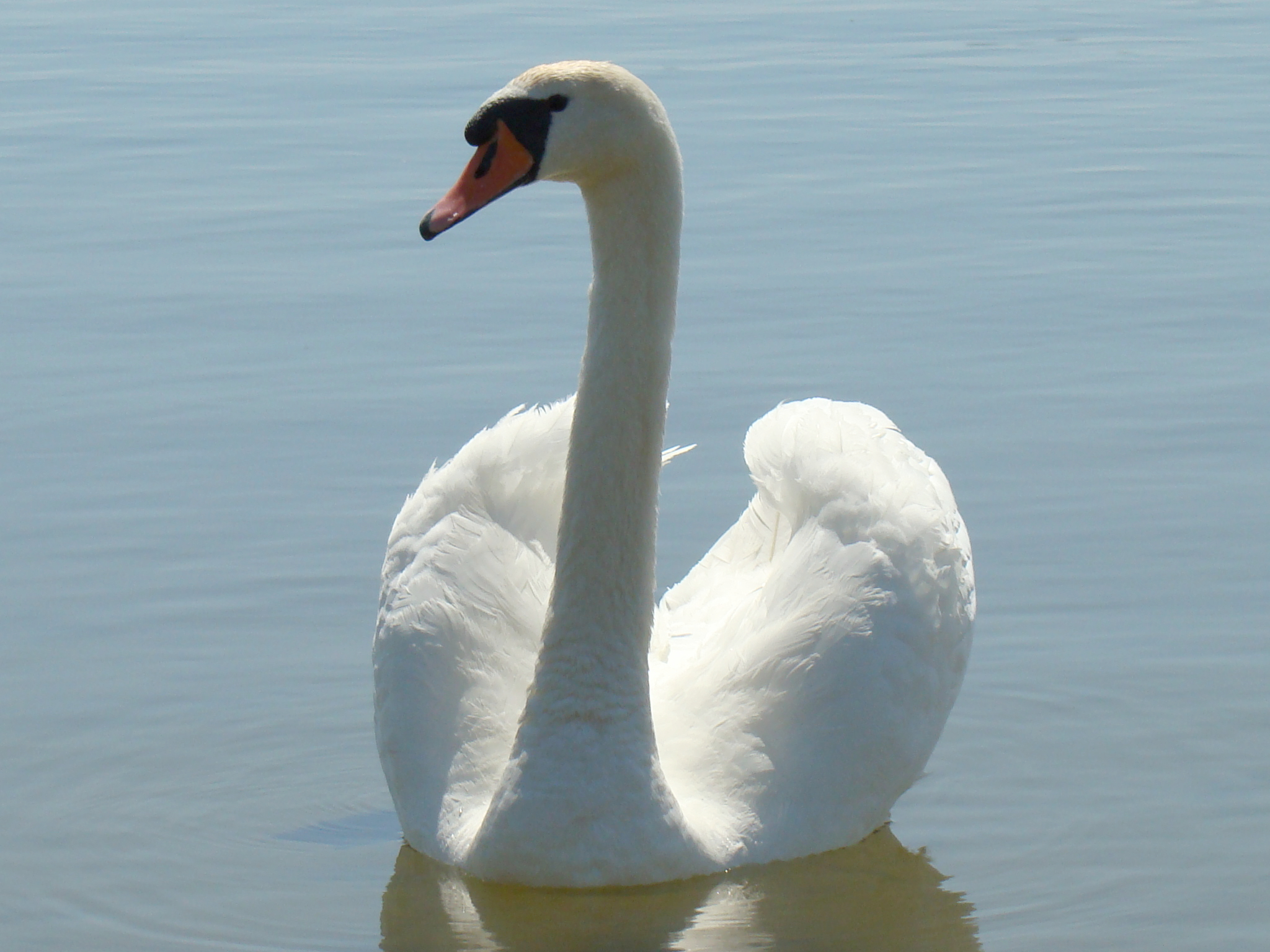
Cigne mut (Cygnus olor)
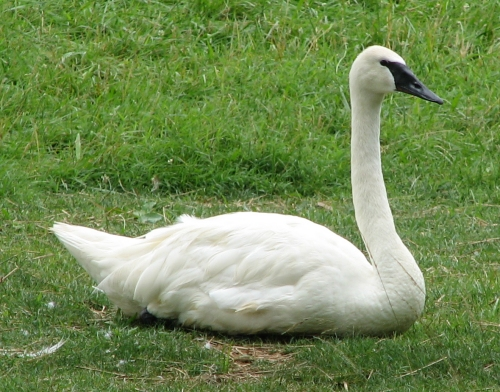
Cigne trompeta (Cygnus buccinator)
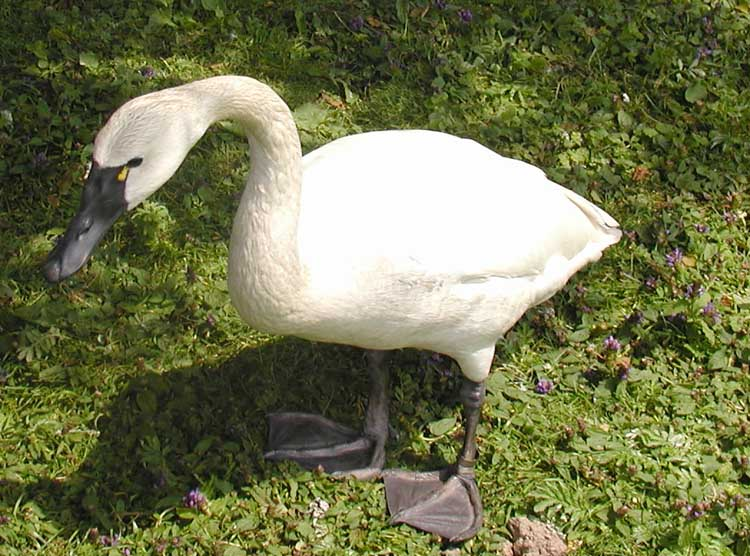
Cigne petit (Cygnus columbianus)
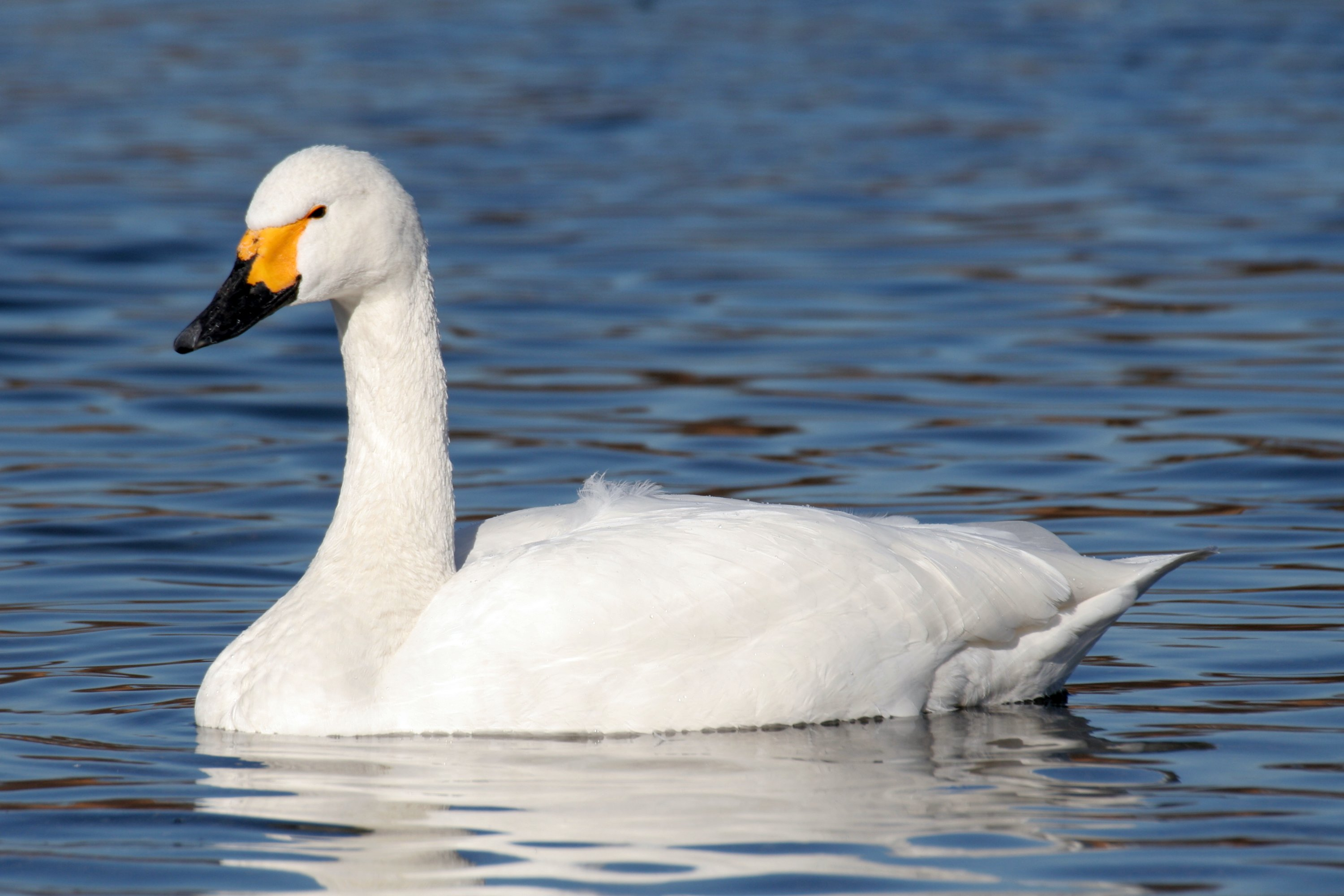
Cigne petit de Bewick (Cygnus bewickii o Cygnus columbianus bewickii)
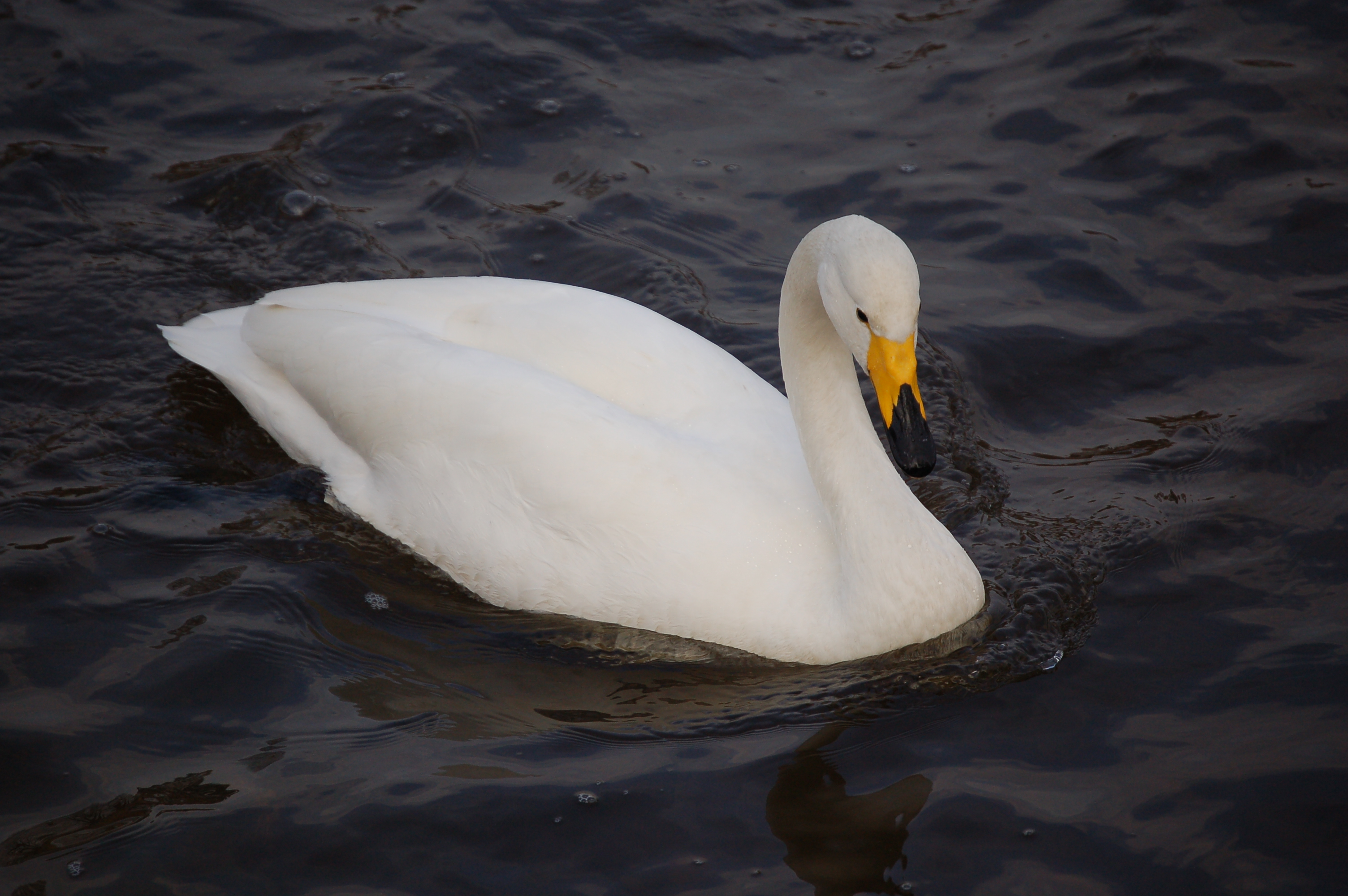
Cigne cantaire (Cygnus cygnus)
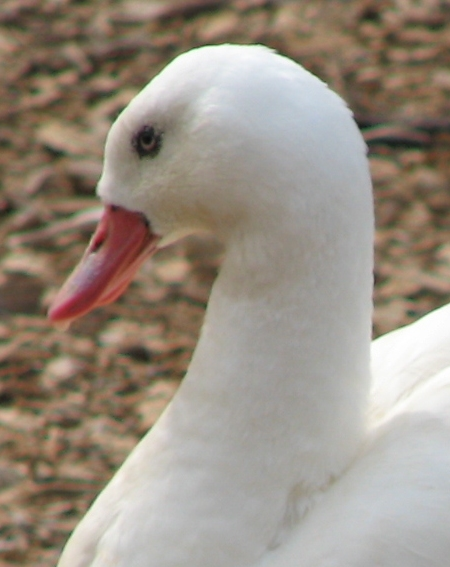
Coscoroba coscoroba